# Westbury on Trym
Pour les articles homonymes, voir Westbury.
Westbury on Trym est un quartier de la ville de Bristol, en Angleterre. Il forme l'un des 35 wards de la ville. Situé dans le nord de Bristol, il est traversé par la rivière Trym (en), un affluent de l'Avon. Au recensement de 2011, le ward comptait 10 754 habitants, ce qui le classait en 30e position des wards de Bristol par population.